# Sudirman (piosenkarz)
Sudirman, właśc. Sudirman bin Arshad (ur. 25 maja 1954 w Temerloh, zm. 22 lutego 1992 w Kuala Lumpur) – malezyjski piosenkarz, kompozytor, aktor, pisarz i publicysta.

## Życiorys
Edukację podstawową otrzymał w SK Temerloh, następnie uczęszczał do szkoły średniej SMK Sultan Abu Bakar. Ukończył studia prawnicze na Uniwersytecie Malaya.
W 1976 r. wygrał konkurs muzyczny Bintang RTM, a w 1978 r. nagrał swój pierwszy album – Aku Penghiburmu.

## Dyskografia
- Teriring Doa 1976 (EP)
- Aku Penghiburmu (1978)
- Perasaan (1979)
- Anak Muda (1980)
- Lagu Anak Desa (1981)
- Lagu Dari Kota (1981)
- Twinkle Twinkle Little Star (1981)
- Abadi (1982)
- Lagu Cinta (1982)
- Images (1983)
- Orang Baru (1984)
- Lagu Dari Sebuah Bilik (1984)
- Orang Kampung (1986)
- Kul it! (1986)
- Asia’s No. 1 Performer (1989)